# Володимирівка (Сумський район)
Володи́мирівка —  село в Україні, у Хотінській селищній громаді Сумського району Сумської області. Населення становило 110 осіб у 2017 році. До 2016 орган місцевого самоврядування — Олексіївська сільська рада.

## Географія
Село Володимирівка знаходиться на відстані до 2-х км від сіл Новомиколаївка і Гордіївка (Курська область, Росія). За 1 км проходить кордон з Росією.
Селом протікає річка Снагість, ліва приток Сейму.

## Історія
- 12 червня 2020 року, відповідно до Розпорядження Кабінету Міністрів України № 723-р «Про визначення адміністративних центрів та затвердження територій територіальних громад Сумської області» увійшло до складу Хотінської селищної громади.[1]

- 19 липня 2020 року, в результаті адміністративно-територіальної реформи та ліквідації Сумського району(1923-2020), село увійшло до новоутвореного Сумського району[2].

10 липня 2022 року армія РФ застосовувала ствольну та реактивну артилерію для обстрілів сіл Володимирівка та Олексіївка.